# McManus Galleries

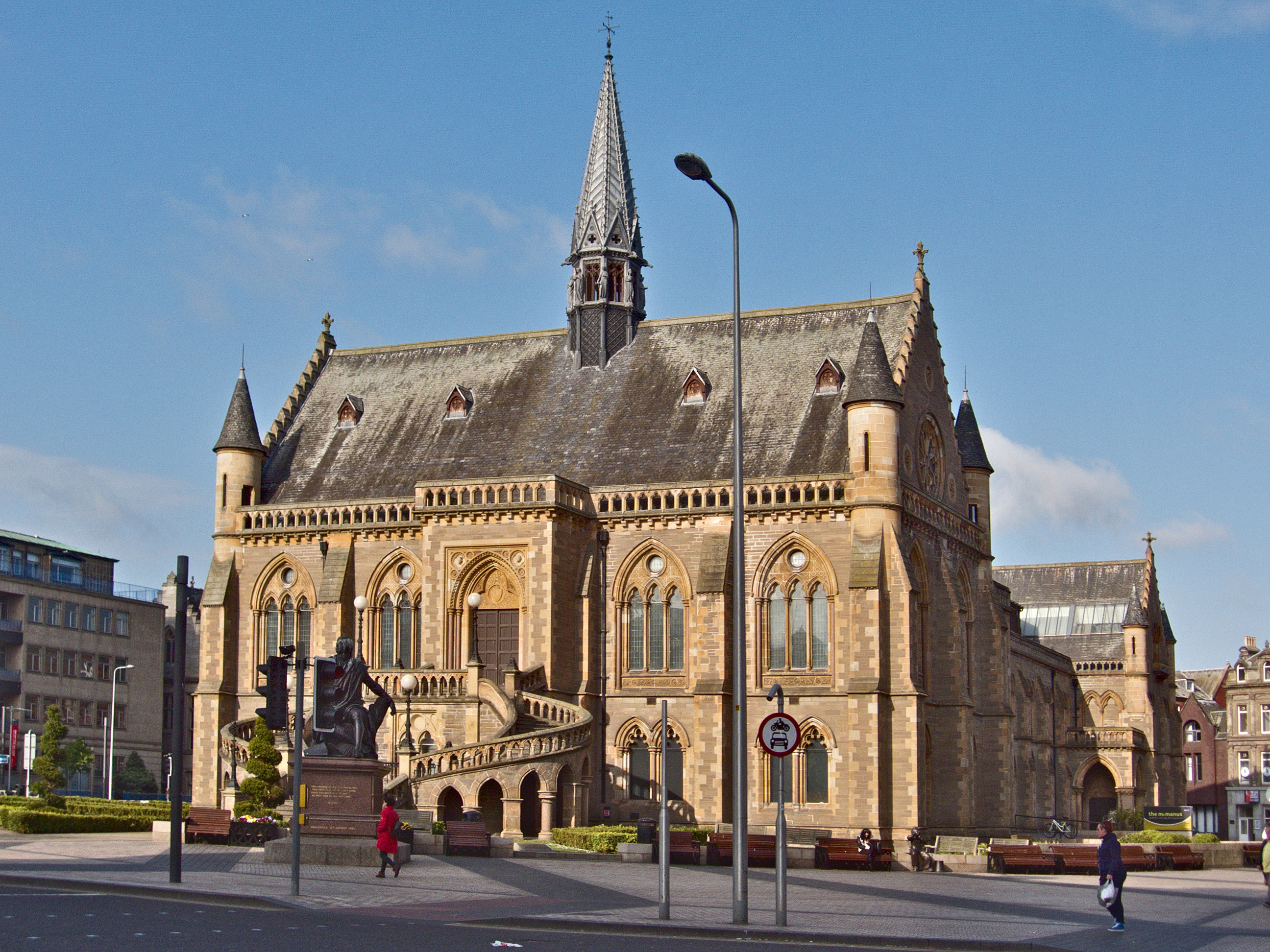
McManus Galleries

Die McManus Galleries sind eine Gemäldegalerie und Museum in der schottischen Stadt Dundee in der gleichnamigen Council Area. 1965 wurde das Bauwerk in die schottischen Denkmallisten in der höchsten Denkmalkategorie A aufgenommen.

## Geschichte
Das Gebäude wurde im Jahre 1867 als Albert Institute fertiggestellt. Es handelt sich um den größten Gedenkbau an Prinz Albert außerhalb von London. Für den Entwurf zeichnet der schottische Architekt George Gilbert Scott verantwortlich. Er basiert auf einem nicht umgesetzten Entwurf Scotts für das Hamburger Rathaus. Der vom Dundeer Stadtarchitekten William Alexander geplante Ostflügel wurde 1887 eröffnet.

## Beschreibung
Die McManus Galleries stehen am Nordrand des Stadtzentrums von Dundee nahe der High School of Dundee und The Howff. Das zweistöckige, neogotische Gebäude ist im Decorated Style ausgeführt, weist jedoch auch Motive des Scottish Baronials auf. Es besitzt grob einen U-förmigen Grundriss. Sein Mauerwerk besteht aus gelblichem Sandstein. Markant sind die schlanken, firstständigen Dachreiter, die auf den schiefergedeckten Satteldächern der Seitenflügel aufsitzen.